# مطار حاسي الرمل
مطار حاسي الرمل (بالإنجليزية: Hassi R'Mel Airport)‏ هو مطار يقع في الجزائر.